# Harold C. Lyon
Harold Clifford Lyon Jr. (* 26. April 1935; † 9. November 2019) war ein US-amerikanischer Wissenschaftler, Didaktiker, Psychologe und Autor, der seit 1994 auch an der Ludwig-Maximilians-Universität München als Gastprofessor lehrte. Seine Forschung hat u. a. demonstriert, dass bei Medizinstudenten interaktive, multimedia-basierte Ausbildungsformen Vorteile gegenüber traditionellen Ansätzen haben, die auf Lehrbuch- und Frontalunterricht basieren.

## Karriere
Lyon hatte Abschlüsse der U.S. Military Academy at West Point (BS), George Washington University (MA) und der University of Massachusetts (EdD) erworben. Nach einem Einsatz als Fallschirmjäger in der US-Army in der 101st Airborne Division wirkte er als Assistent des Kommandierenden Generals der Second Infantry Division, die zu dieser Zeit für Spezialaufgaben ausgebildet wurde. Er wurde im Jahre 1962 nach Oxford, Mississippi, entsandt, um gegen die Position des Gouverneurs Ross Barnett bundesrichterliche Entscheidungen für die Zulassung des Farbigen Studenten James Meredith an der University of Mississippi durchzusetzen. Im Jahr darauf half er mit, Studienzulassungen für Farbige gegen den Gouverneur George Wallace an der University of Alabama durchzusetzen.
Lyon wirkte später für 8 Jahre als Verantwortlicher für die Begabtenförderung im U.S. Department of Education und war als Project Officer an der Entwicklung der TV-Serie Sesamstraße beteiligt.  An der Ohio University war er Berater der White House Task Force on the Gifted and Talented und hatte Positionen an der Georgetown University als Distinguished Visiting Scholar in Psychologie, am Antioch College als Abraham-Maslow-Professor, an der Dartmouth Medical School als Gastprofessor, im Notre Dame College als Professor für Gesundheitswissenschaften und an der University of Massachusetts als Horace Mann-Lecturer. Er war Fulbright-Professor, NIH Fogarty Senior International Fellow und Apple Fellow in Deutschland. Er verfasste ein White Paper für den US-Präsidenten Jimmy Carter, das zur Einrichtung des US-Bildungsministeriums führte.

## Hintergrund
Lyon war Autor von 7 Büchern und mehr als 100 Artikeln, deren Themenspektrum so unterschiedliche Themen wie Militärstrategie, Management, Bildungsforschung, Medizin, Psychologie, Multimedia, Jagen und Fischen umfasst.
Er vertrat eine personenzentrierte Lehr- und Führungsmethode in der Regierung und stand im Austausch mit Carl R. Rogers und anderen Human-Potential-Movement-Anhängern wie Mosche Feldenkrais, Rollo May, Clark Mouskasas, Virginia Satir, George Leonard, Michael Murphy, David Aspy, und Chris Argyris, Pionieren der klientenzentrierten Didaktik und Psychologie. Im Jahre 2017 erhielt Lyon den Mensa Foundation Intellectual Benefits to Society Award.
Am 9. November 2019 kam Lyon bei einem Bootsunfall auf dem Lake Winnipesaukee in New Hampshire ums Leben.

## Ausgewählte Schriften
- Learning to Feel – Feeling to Learn. Columbus, OH: Charles E. Merrill, 1971.
- It’s Me & I’m Here! New York: Delacorte, 1974.
- Tenderness Is Strength New York: Harper & Row, 1977.
- Angling in the Smile of the Great SpiritLaconia, NH, 2007. (Winner of the New England Outdoor Writers Association "Best Book of the Year Award.")[17]
- On Becoming an Effective Teacher – Person-centered Teaching, Psychology, Philosophy, and Dialogues with Carl R. Rogers and Harold Lyon. New York: Routledge, 2013. ISBN 978-0-415-816984. (Co-authored with Carl R Rogers and Reinhard Tausch).